# Большой Янискенгас
Большой Янискенгас — водопад на реке Кутсайоки в Мурманской области России. Угол наклона около 70-80°. Высота приблизительно 20 метров. Состоит из 3 ступеней. Первая около 7 метров, следующая около 12 метров, последняя около 1,5 м.
В туристической топонимике встречается под названием «Маманя». Водопад крайне опасен для прохождения, однако смельчаки не оставляют попыток. Известно не менее 5 случаев удачного прохождения водопада каякерами. Дополнительная опасность водопада для туристов заключается в том, что с наплыва он абсолютно не слышен и визуально заметен слабо.